# Baron Mancroft

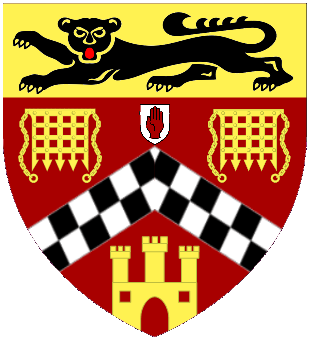
Wappen der Barone Mancroft

Baron Mancroft, of Mancroft in the City of Norwich, ist ein erblicher britischer Adelstitel in der Peerage of the United Kingdom.
Familiensitz der Barone ist Chichester House in Kennington Park, London.

## Verleihung
Der Titel wurde am 23. Dezember 1937 für den konservativen Politiker Sir Arthur Samuel, 1. Baronet geschaffen. Diesem war bereits am 15. Januar 1932 der fortan nachgeordnete Titel Baronet, of Mancroft in the City of Norwich, verliehen worden.
Sein Sohn, der 2. Baron, änderte 1925 seinen Familiennamen durch Deed poll zu „Mancroft“. Heutiger Titelinhaber ist seit 1987 dessen Sohn Benjamin Mancroft als 3. Baron.

## Liste der Barone Mancroft (1937)
- Arthur Samuel, 1. Baron Mancroft (1872–1942)
- Stormont Mancroft, 2. Baron Mancroft (1914–1987)
- Benjamin Mancroft, 3. Baron Mancroft (* 1957)

Titelerbe (Heir Apparent) ist der Sohn des aktuellen Titelinhabers, Hon. Arthur Mancroft (* 1995).